# Yaya (singolo)
Yaya è un singolo del rapper statunitense 6ix9ine, pubblicato il 3 luglio 2020 come terzo estratto dal secondo album in studio TattleTales.

## Pubblicazione
Il 27 giugno 2020 6ix9ine ha annunciato il brano e la sua data d'uscita tramite Instagram e due giorni dopo ha rivelato che si sarebbe intitolato Yaya.

## Video musicale
Il video musicale è stato reso disponibile il 3 luglio 2020, in concomitanza con l'uscita del brano.

## Tracce
Testi e musiche di Daniel Hernandez, Anas Rahmoune, Edgar W. Semper, John Iyinbor, Kedin Maysonet, Luian Malavé, Pablo C Fuentes e Xavier Semper.
1. Yaya – 2:29

## Formazione
- 6ix9ine − voce
- Rahmoon – produzione
- Ransom Beatz – produzione

## Classifiche
| Classifica (2020) | Posizione massima |
| ----------------- | ----------------- |
| Argentina         | 48                |
| Austria           | 53                |
| Canada            | 95                |
| Grecia            | 27                |
| Irlanda           | 80                |
| Regno Unito       | 87                |
| Slovacchia        | 17                |
| Stati Uniti       | 99                |
| Svizzera          | 46                |